# الهيئة العامة للمعلومات المدنية
الهيئة العامة للمعلومات المدنية، هيئة حكومية كويتية للمعلومات المدنية للمواطنين والمقيمين في دولة الكويت، تمثل مكتب السجل المدني في الكويت، وتُعنى بجميع الخدمات المرتبطة بذلك القطاع. تأسست الهيئة في عام 1982 بمرسوم قانون رقم 32 لسنة 1982، بأمر من أمير الكويت - آنذاك - الشيخ جابر الأحمد الجابر الصباح. يقع مقرها في منطقة الوزارات في جنوب السرة على الطريق الدائري السادس.

## وصلات خارجية
- الهيئة العامة للمعلومات المدنية